# Smart Farming

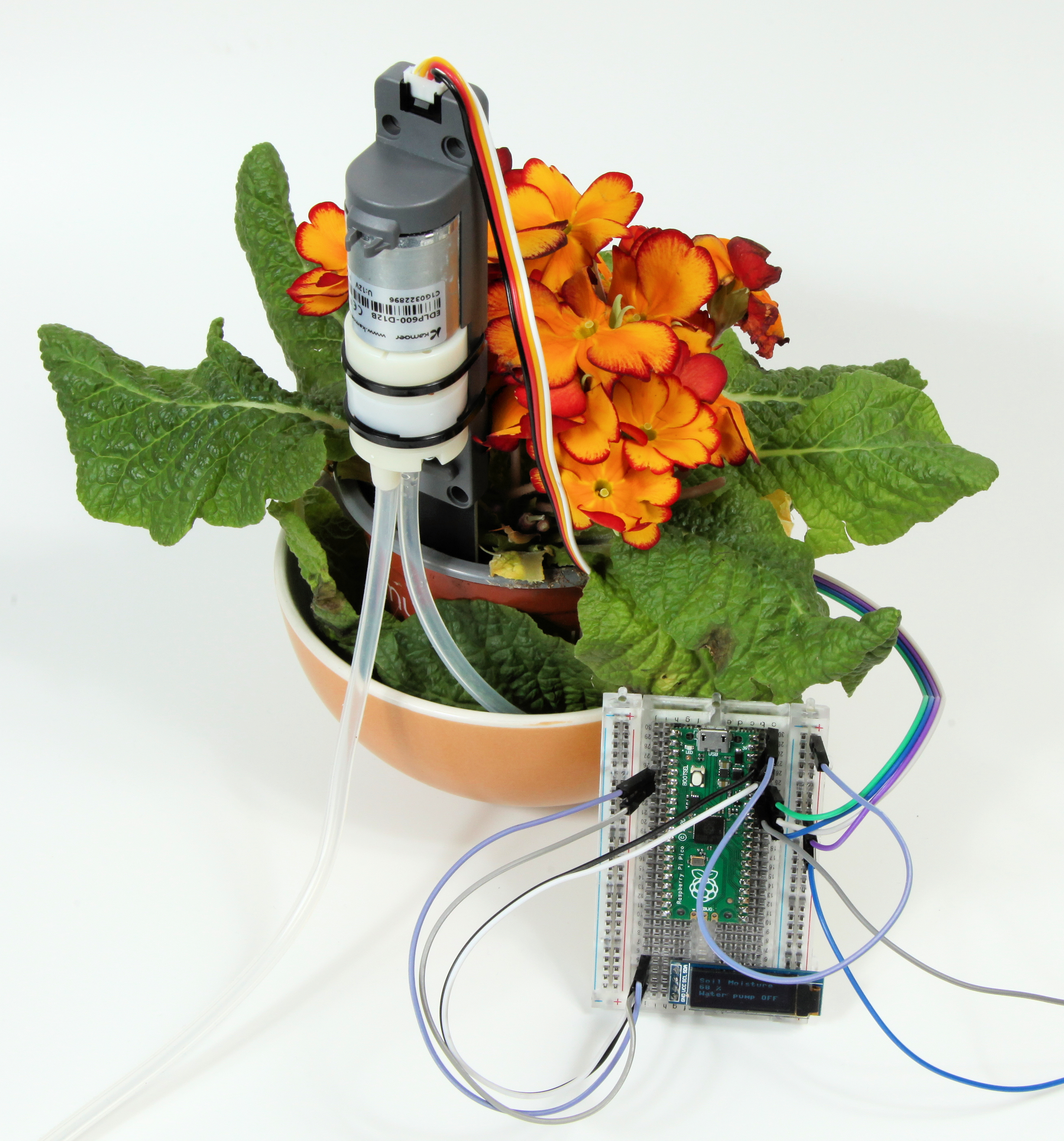
Pflanze wird durch einen MCU-gesteuerten Schaltkreis überwacht und bewässert

Smart Farming, Digital Farming oder e-Farming (im deutschsprachigen Raum auch als Landwirtschaft 4.0 oder Bauernhof 4.0 bekannt) bezeichnet den modernen Einsatz von Informations- und Kommunikationstechnologien in der Landwirtschaft. Der Begriff umfasst aber nur eine Teilmenge von digitalen Verfahrenstechniken im Rahmen der Digitalisierung in der Landwirtschaft.

## Anwendungsgebiete und Aufgaben
Smart Farming befasst sich u. a. mit:
- der Automatisierung von Arbeitsabläufen und der Verminderung bzw. Reduzierung von monotonen Arbeiten und Arbeitskraft, z. B. durch den Einsatz von Robotern, autonomem Fahren, automatisierter Futterausgabe, fernsteuerbaren Agrardrohnen und unbemannten Fahrzeugen (z. B. beim Entfernen von Pestiziden) und dem Einsatz von Assistenzsystemen
- Maschinellem Lernen, z. B. bei Feldrobotern, die erkennen sollen, wo sie Unkraut jäten, düngen oder Saatgut platzieren können
- einfacherem Steuern, Regeln und Messen von Abläufen (z. B. messbare Futterausgabe, ausgebaute Sensorik bei der Haltung und Produktion, Videoüberwachung oder Fitness-Tracker für die Kühe)
- vernetzten Geräten und Fahrzeugen (Internet der Dinge)
- der Steuerung und Kontrolle von Arbeitsabläufen auf mobilen Geräten, wie einem Smartphone oder Tablet
- dem Einsatz erneuerbarer Energien
- dem Einsatz von Big Data und smarten Technologien
- Digitalisierungsprozessen in der landwirtschaftlichen Verwaltung und im Management und der Ausrüstung der IT-Infrastruktur.

## Kritik und Wahrnehmung
Smart Farming wird von einigen Autoren als Chance gesehen, um das Problem der Überbevölkerung und des Welthungers besser unter Kontrolle zu bekommen. Die Steigerung der betrieblichen Prozesseffizienz wird durchschnittlich mit elf Prozent angegeben. Die Kosten konnten im Schnitt um sieben Prozent gesenkt werden. 48 Prozent berichteten zudem über Einsparungen bei Düngemitteln, und 42 Prozent verwenden dank der Technologien weniger Pestizide.
Ein großes Problem stellen allerdings die hohen Einstiegs- und Anschaffungskosten dar. Auch fehlt vielen Bauern oder Beschäftigten in Agrarbetrieben das benötigte Wissen über die neuen Technologien, und so geben 52 Prozent an, nicht zu wissen, wofür sich eine Investition eigentlich lohnt. Obwohl sich bereits drei Viertel der Landwirte nach eigenen Angaben mit Smart Farming beschäftigt haben, geben 44 Prozent an, nicht ausreichend darüber informiert worden zu sein. Nur ein Drittel ist auch bereit dazu, in Fortbildungen für ihre Mitarbeiter zu investieren. In Deutschland wird das Projekt Smart-Farming-Welt – Herstellerübergreifende Vernetzung von Maschinen im landwirtschaftlichen Pflanzenbau mithilfe einer Serviceplattform vom Bundesministerium für Wirtschaft und Energie und Partnern, wie der Telekom, der RWTH Aachen, Logic Way, der Grimme-Gruppe, dem Deutschen Forschungszentrum für Künstliche Intelligenz und CLAAS, gefördert.